# Aldo Mattia
Aldo Mattia (Frosinone, 11 gennaio 1956) è un politico italiano, deputato di Fratelli d'Italia.

## Biografia
Dopo essersi diplomato ragioniere all'Istituto professionale commerciale statale "Leonardo da Vinci", all'età di 23 anni viene eletto consigliere comunale a Paliano. Ha rivestito più volte la carica di direttore regionale della Coldiretti in più regioni italiane, come Lazio, Sardegna, Sicilia e Basilicata.
Nel dicembre 2020 viene nominato vicepresidente vicario della Camera di commercio, industria, artigianato e agricoltura.
Nel 2022 si candida con Fratelli d'Italia alla Camera in vista delle elezioni politiche nella circoscrizione Basilicata all'interno del collegio plurinominale Basilicata 01, risultando eletto. Dal 9 novembre 2022 è membro della commissione ambiente, territorio e lavori pubblici.